# Terminalia eddowesii
Espèce
Statut de conservation UICN

 VU B1+2abcde : Vulnérable
Terminalia eddowesii est une espèce de plantes à fleurs du genre Terminalia de la famille des Combretaceae. Elle est endémique de la Province centrale, en Papouasie-Nouvelle-Guinée, sur l'île de Nouvelle-Guinée. Elle est menacée du fait de la disparition de son habitat.